# Голицино (Пензенская область)
Голицино — деревня в Колышлейском районе Пензенской области России. Входит в состав Плещеевского сельсовета.

## География
Располагается в 3 км от Пановки, на левом берегу Хопра.

## История

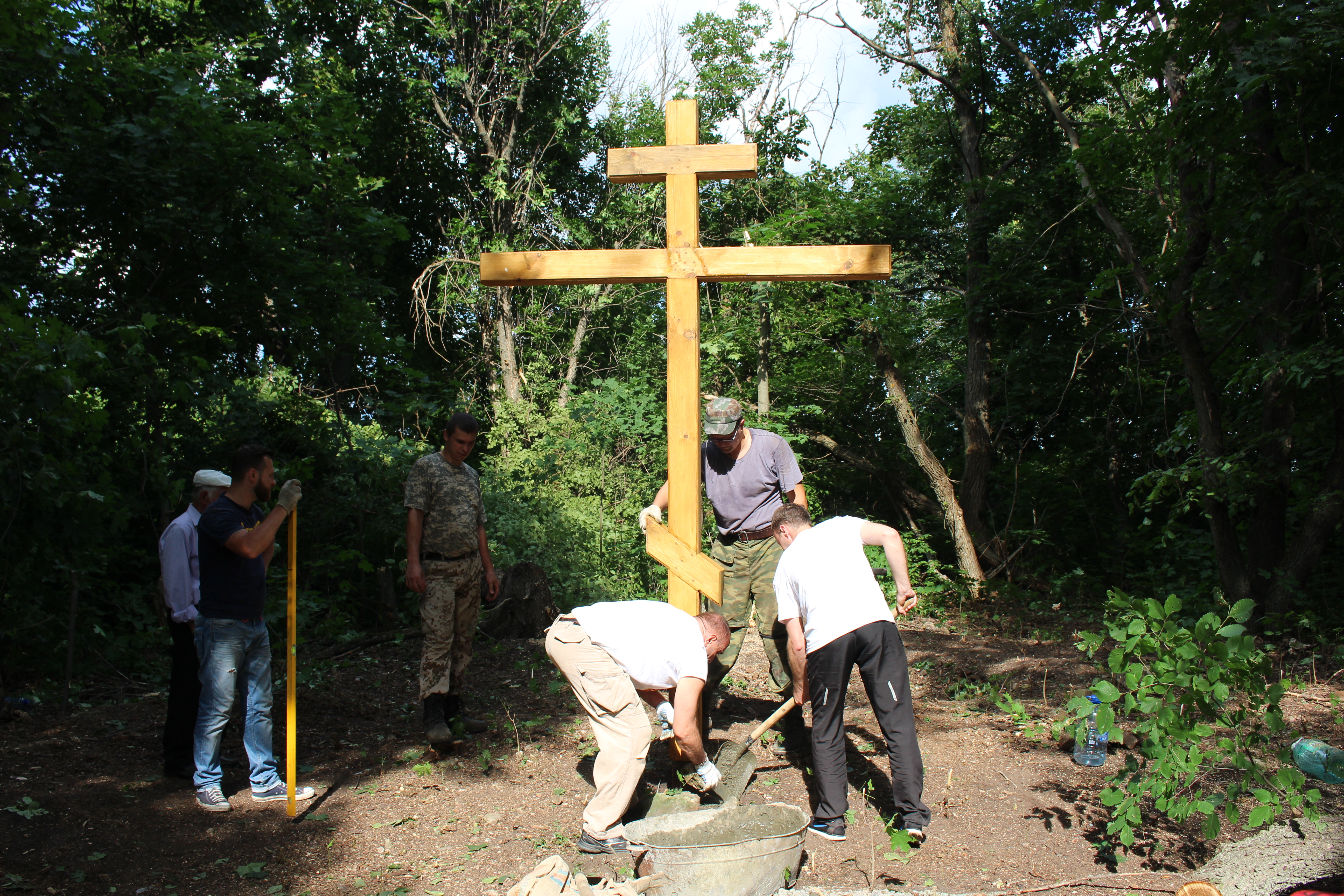

Деревня поселена после 1720 года князем Михаилом Голицыным. В 1747 г. – сельцо Никольское, Голицыно тож, Завального стана Пензенского уезда, однодворцев из Пензы (4 ревизских души) и действительного камергера и кавалера, князя Михаила Васильевича Голицына (113), всего 117 ревизских душ. Затем принадлежало Рихтер. С 1780 г. в Сердобском уезде Саратовской губернии. На карте Генерального межевания 1790 г. показано как «с. Никольское, Голицыно тож». В 1795 г. с. Никольское, Голицыно тож, генеральши Екатерины Дмитриевны Орловой, 37 дворов, 155 ревизских душ. В 1828 г. оно также за Е.Д. Орловой, у нее 1062 дес. пашни по левому берегу Хопра, а всех угодий 1420 дес., церковь деревянная во имя Николая Чудотворца; крестьяне на оброке, платили с тягла по 12 рублей в год. В 1854 построена новая деревянная церковь во имя Николая Чудотворца. После отмены крепостного права крестьяне выкупили землю в собственность. В 1877 г. – в Давыдовской волости, 36 дворов, церковь. В 1911 г. – Давыдово-Голицынской волости Сердобского уезда Саратовской губернии, 56 дворов. В 1939, 1955, 1959 гг. – Давыдовского сельсовета.
В 2016 г. Попечительским советом храм св. Аллы очищен контур Свято-Никольского храма, на месте алтаря установлен поклонный крест. Ежегодно совершается молебен и проходит встреча уроженцев села. В деревне сохранились остатки барского парка.

## Население
| 1747 | 1795 | 1859 | 1911 | 1939 | 1959 | 1979 |
| ---- | ---- | ---- | ---- | ---- | ---- | ---- |
| 234  | ↗310 | ↘209 | ↗371 | ↘163 | ↗181 | ↘74  |
| 1989 | 1996 | 2002 | 2010 |      |      |      |
| ↘5   | ↘2   | ↘0   | →0   |      |      |      |